# Abu-Muhàmmad al-Yazurí
Abu-Muhàmmad al-Hàssan (o al-Hussayn) ibn Alí ibn Abd-ar-Rahman al-Yazurí, més conegut simplement per la seva nisba com al-Yazurí, fou un visir fatimita d'Egipte de 1050 a 1058.
Era nascut a Yazur (Palestina), on fou cadi, i més tard fou cadi de Ramla, però enfrontat amb el governador va fugir al Caire i va entrar al servei de l'eunuc Rifk sent visir del consell privat de la princesa mare d'al-Mustansir i després gran cadi d'Egipte.
Amb el suport de Rifk va succeir (1050) a Sadaka ibn Yusuf al-Falahi, assassinat, com a visir (es disputaven el poder dos partits, els falahi i els tustari). Les relacions amb els zírides es van tensar quan aquests van abandonar de fet el xiïsme i van adoptar el sunnisme malaquita reconeixent al califa abbàssida. El 1052 amb l'excusa que el zírida Muizz ibn Badis va posar el seu propi nom abans que el nom del califa en una carta oficial i va utilitzar alguna expressió poc considerada amb el visir, va fer venir als àrabs Banu Riyah i Banu Zughba que estaven saquejant Egipte, i els va enviar cap a Ifríqiya junt amb els Banu Sulaym de Cirenaica.
L'Imperi Romà d'Orient i Egipte estaven en treva feia temps, i tenien un acord pel qual en cas de fam per manca de blat en un dels dos territoris, cada estat ajudaria a l'altra, i l'acord va funcionar bé en l'escassedat de 1055/1056. El 1055 el dai fatimita iraquià exiliat al Caire al-Muàyyad-fi-d-Din aix-Xirazí va saber per fonts romanes d'Orient que Toghril Beg I, el sultà seljúcida, havia fet un pacte amb els grecs contra els fatimites, cosa que va comunicar a al-Yaziri que va actuar en conseqüència; llavors al-Muàyyad va entrar en contacte amb el general i antic esclau turc al-Bassassirí, que havia aconseguit una important posició amb els buwàyhides, i li va prometre l'ajut fatimita en la conquesta de Bagdad i poc després (1055/1056) al-Muàyyad fou enviat a l'Iraq en qualitat de plenipotenciari fatimita per la regió de l'Eufrates, i el califa fatimita es va mostrar d'acord en enviar tropes contra Toghril Beg per impedir la conquesta per aquest de Síria i després Egipte, nomenant governador de Rahba a al-Bassassirí al que va enviar diners, robes, cavalls, i armament, que li va portar al-Muàyyad que va arribar a Rahba passant per Damasc i Alep.
El 1055/1056 el cos del general Anush al-Din al-Dizbari (Anushtigin al-Dizbari) fou traslladat des d'Alep on havia estat enterrat el 1042, a Jerusalem (1056/1057) segurament a proposta d'al-Yaziri que exhibia així a un home d'estat fatimita que fou perseguit per un visir d'origen iraquià. La treva amb l'Imperi Romà d'Orient es va acabar el 1057 quan l'emperador romà d'Orient va prohibir l'exportació de blat a Egipte en un moment que aquest patia escassetat. Els fatimites van atacar al-Ladhikiya (Latakia) i Alep, però les lluites van suposar un major acostament dels romans d'Orient als abbàssides. El suport a al-Muàyyad i al-Bassassirí, i la guerra, va esgotar el tresor fatimita; al mateix temps l'Alt Egipte va escapar gairebé al control fatimita.
El 1058 al-Yazuri fou arrestat acusat de mantenir correspondència amb Toghril Beg tot i el suport al seu rival al-Bassassirí, i amb Ibrahim Inal; també hauria aprofitat el càrrec per enriquir-se (el califa es va adonar de la riquesa de la seva taula durant la fam de 1055/1056) i en ser detingut se li van confiscar tres milions de dinars. Fou portat a Tinnis on fou executat el 1058/1059. L'activitat d'al-Muàyyad i al-Basasiri que semblava triomfar el 1059, va acabar malament el 1060 i amb els romans d'Orient es va produir la pèrdua pels egipcis de Síria del Nord.